# Boulogne-sur-Mer
Boulogne-sur-Mer (tradicionalmente denominada en castellano Boloña) es una localidad del norte de Francia, en el departamento del Paso de Calais, del cual es una subprefectura y la segunda ciudad más poblada después de Calais. Se encuentra junto al canal de la Mancha.
La población de la ciudad, según el censo de 2013 era de 43.211 habitantes, aunque la totalidad del área metropolitana tiene 133.062 habitantes.
La ciudad es conocida como el primer puerto de pesca francés, y por su centro nacional del mar "Nausícaa".

## Geografía

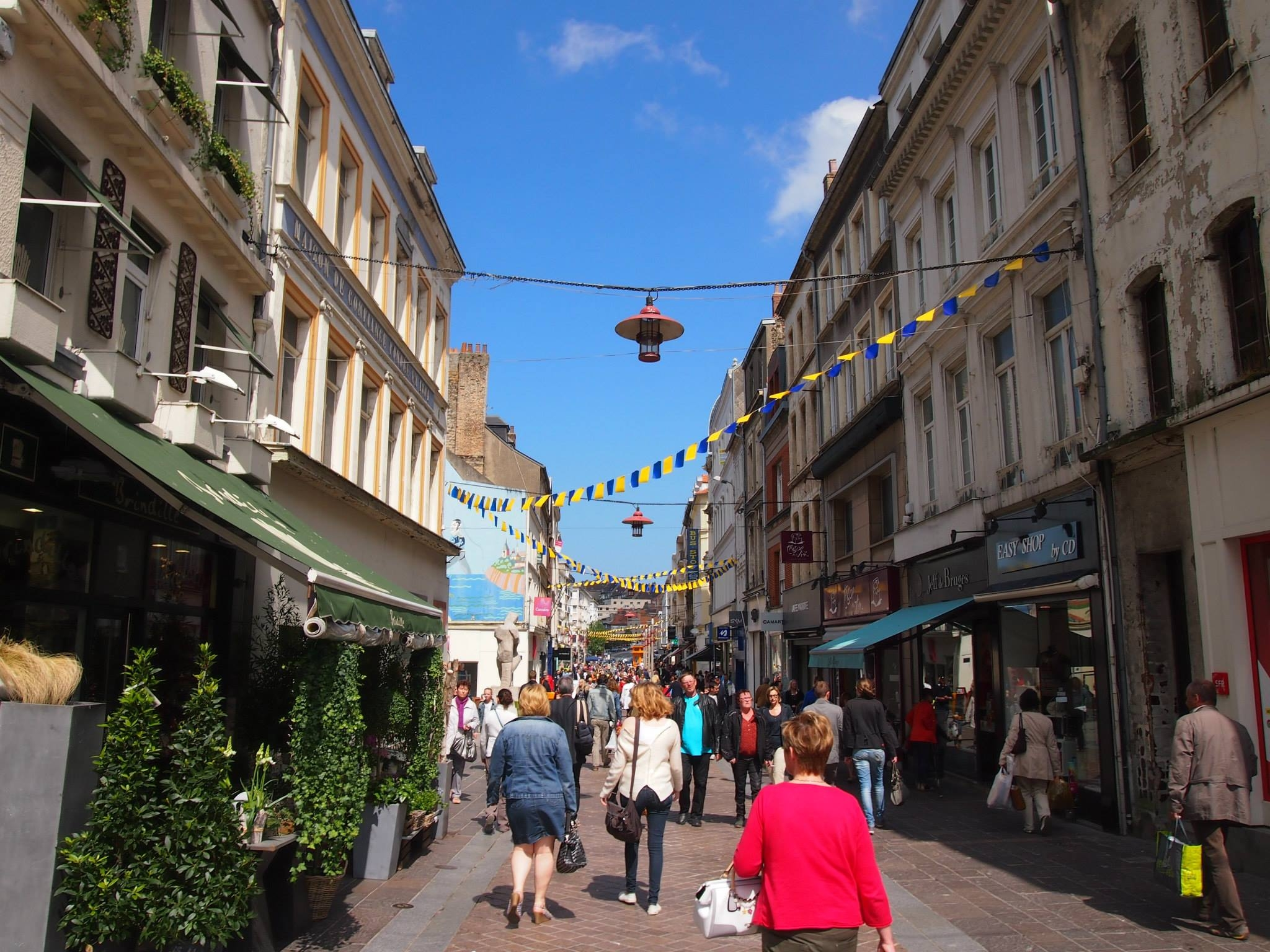
Calle peatonal en el centro de Boulogne.

Boulogne-sur-Mer está situada al borde del canal de la Mancha, en la desembocadura del río La Liane. Pertenece a la costa de Ópalo, zona costera turística del norte de Francia. Está situada a 100 km al oeste de Lille y 220 km al norte de París.
Boulogne es una ciudad relativamente importante del norte de Francia, con gran influencia sobre el territorio llamado Boulonnais (74 ciudades y aldeas alrededor de Boulogne). Pertenecía históricamente a la Picardía, reúne la región Norte-Paso de Calais durante el siglo XIX, luego la región Norte-Paso de Calais-Picardía durante el siglo XXI.

### Clima
El clima de Boulogne-sur-Mer es oceánico. Los inviernos son menos fríos que en el interior del país, y los veranos son frescos con una oscilación térmica anual pequeña. Las precipitaciones son abundantes y están bien distribuidas aunque con un máximo invernal.   
| Parámetros climáticos promedio de Boulogne-sur-Mer (normales 1991–2020), humedad 1973–1990, extremos 1973 - presente | Parámetros climáticos promedio de Boulogne-sur-Mer (normales 1991–2020), humedad 1973–1990, extremos 1973 - presente | Parámetros climáticos promedio de Boulogne-sur-Mer (normales 1991–2020), humedad 1973–1990, extremos 1973 - presente | Parámetros climáticos promedio de Boulogne-sur-Mer (normales 1991–2020), humedad 1973–1990, extremos 1973 - presente | Parámetros climáticos promedio de Boulogne-sur-Mer (normales 1991–2020), humedad 1973–1990, extremos 1973 - presente | Parámetros climáticos promedio de Boulogne-sur-Mer (normales 1991–2020), humedad 1973–1990, extremos 1973 - presente | Parámetros climáticos promedio de Boulogne-sur-Mer (normales 1991–2020), humedad 1973–1990, extremos 1973 - presente | Parámetros climáticos promedio de Boulogne-sur-Mer (normales 1991–2020), humedad 1973–1990, extremos 1973 - presente | Parámetros climáticos promedio de Boulogne-sur-Mer (normales 1991–2020), humedad 1973–1990, extremos 1973 - presente | Parámetros climáticos promedio de Boulogne-sur-Mer (normales 1991–2020), humedad 1973–1990, extremos 1973 - presente | Parámetros climáticos promedio de Boulogne-sur-Mer (normales 1991–2020), humedad 1973–1990, extremos 1973 - presente | Parámetros climáticos promedio de Boulogne-sur-Mer (normales 1991–2020), humedad 1973–1990, extremos 1973 - presente | Parámetros climáticos promedio de Boulogne-sur-Mer (normales 1991–2020), humedad 1973–1990, extremos 1973 - presente | Parámetros climáticos promedio de Boulogne-sur-Mer (normales 1991–2020), humedad 1973–1990, extremos 1973 - presente |
| Mes | Ene. | Feb. | Mar. | Abr. | May. | Jun. | Jul. | Ago. | Sep. | Oct. | Nov. | Dic. | Anual |
| --- | --- | --- | --- | --- | --- | --- | --- | --- | --- | --- | --- | --- | --- |
| Temp. máx. abs. (°C)                                                                                                 | 16.4 | 18.9 | 22.7 | 26.0 | 31.2 | 33.3 | 39.6 | 34.8 | 32.6 | 27.2 | 20.0 | 17.2 | 39.6 |
| Temp. máx. media (°C)                                                                                                | 7.1 | 7.3 | 9.7 | 12.7 | 15.4 | 18.1 | 20.1 | 20.7 | 18.5 | 14.9 | 10.8 | 7.9 | 13.6 |
| Temp. media (°C) | 5.3 | 5.4 | 7.4 | 9.8 | 12.7 | 15.3 | 17.4 | 18.0 | 15.8 | 12.6 | 8.8 | 6.0 | 11.2 |
| Temp. mín. media (°C)                                                                                                | 3.4 | 3.4 | 5.0 | 7.0 | 9.8 | 12.5 | 14.7 | 15.3 | 13.2 | 10.3 | 6.8 | 4.1 | 8.8 |
| Temp. mín. abs. (°C)                                                                                                 | -13.4 | -13.6 | -7.8 | -2.0 | 1.6 | 4.0 | 8.0 | 9.0 | 5.8 | -1.0 | -5.6 | -9.6 | -13.6 |
| Precipitación total (mm)                                                                                             | 77.0 | 56.0 | 48.0 | 48.1 | 54.6 | 48.0 | 54.3 | 63.2 | 69.6 | 95.8 | 106.8 | 103.1 | 824.5 |
| Humedad relativa (%)                                                                                                 | 87 | 85 | 84 | 81 | 81 | 81 | 82 | 81 | 82 | 83 | 85 | 87 | 83.3 |
| Fuente n.º 1: Infoclimat (normales 1991–2020)                                                                        | | | | | | | | | | | | | |
| Fuente n.º 2: Infoclimat (humedad 1973–1990)                                                                         | | | | | | | | | | | | | |

## Historia

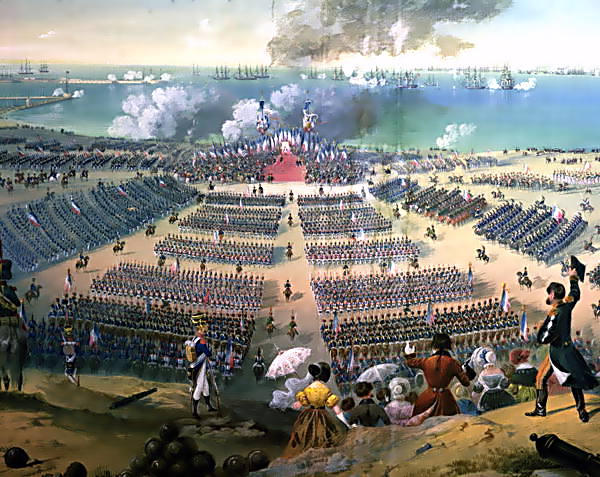
Napoleón y su ejército en Boulogne en 1804

Originalmente llamada Gesoriacum, durante el siglo IV Boulogne era conocida en el Imperio romano como Bononia, y fue el puerto más importante para conectar al imperio con Britania. El emperador Claudio usó este pueblo como base para la conquista romana de Britania. En el año 43, y hasta 296, fue la base de la flota romana.
Durante la Edad Media fue el centro del condado de Boulogne.
Estuvo ocupada por el Reino de Inglaterra entre 1544 y 1550.
Durante 1804 y 1805, Napoleón Bonaparte reunió en Boulogne a la Grande Armée con el objeto de invadir desde allí a Inglaterra, si bien sus planes se vieron truncados por la derrota de la flota combinada franco-española en la batalla de Trafalgar. Posteriormente, el ejército allí reunido, de más de 180.000 soldados, sirvió en las guerras de Napoleón en Austria.
En el siglo XIX, la Basílica de Nuestra Señora de la Inmaculada Concepción fue reconstruida a instancia del sacerdote Benoit Haffreingue, quien diseñó los planos y dirigió las obras.
En esta ciudad falleció el 17 de agosto de 1850 el General Argentino José de San Martín, padre de la patria argentina, y libertador de Chile y Perú. La casa donde San Martín vivió sus últimos años pertenecía al periodista Adolph Gerard, a quien San Martín le alquilaba el piso en el que vivía con su hija Mercedes, el marido de ella y sus dos pequeñas hijas. Es hoy esta casa es propiedad del Gobierno Argentino, y la embajada argentina en Francia dispone de los fondos necesarios para su mantenimiento y conservación además de fungir como consulado.

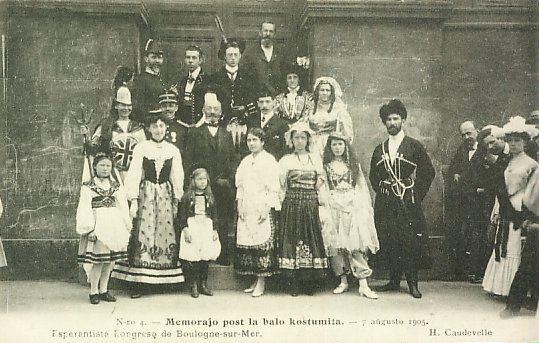
Algunos de los participantes del primer congreso universal de Esperanto, entre ellos se puede ver a Zamenhof, el creador del idioma.

En 1905 en la ciudad tuvo lugar el primer Congreso Universal de Esperanto, organizado por Alfred Michaux, en el cual participaron 688 personas. Durante el congreso se redactó la Declaración de Boulogne.

## Demografía
| 10,137 | 10,685 | 13,257 | 17,728 | 29,145 | 25,732 | 30,994 | 30,783 | 34,739 | 35,349 | 38,492 | 38,514 | 40,075 | 44,842 | 45,916 | 45,205 | 46,807 | 49,949 | 51,201 | 53,128 | 55,336 | 52,839 | 51,854 | 52,371 | 34,885 | 41,870 | 49,281 | 49,276 | 48,440 | 47,653 | 43,678 | 44,859 | 43,840 |
| Para los censos de 1962 a 1999 la población legal corresponde a la población sin duplicidades (Fuente: INSEE [Consultar]) |        |        |        |        |        |        |        |        |        |        |        |        |        |        |        |        |        |        |        |        |        |        |        |        |        |        |        |        |        |        |        |        |

## Economía

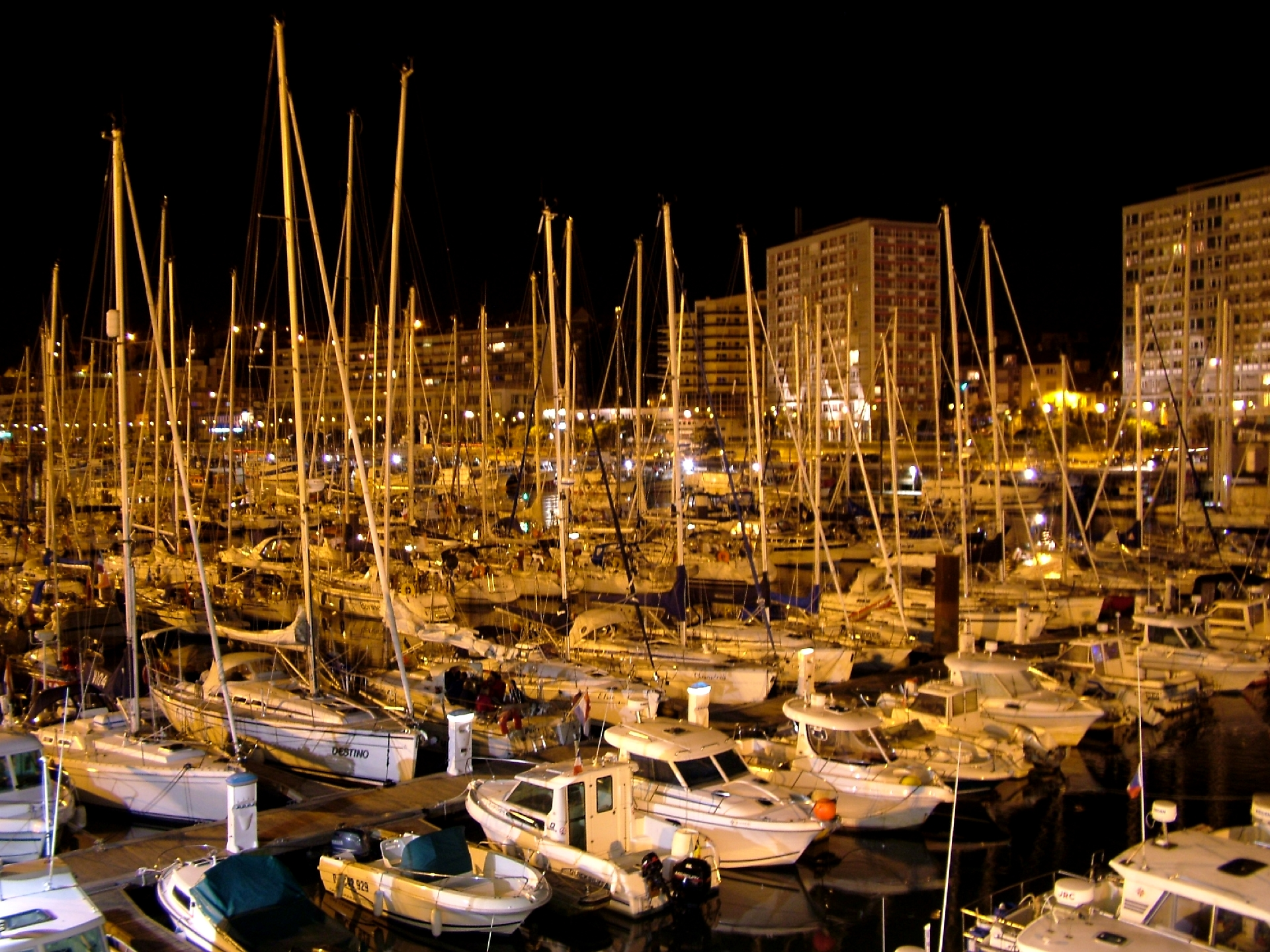
El puerto de Boulogne-sur-Mer.

Boulogne-sur-Mer es la sede de la Cámara de Comercio e Industria de Boulogne-su-Mer Côte d’Opale. Dirige los puertos de Boulogne, de Étaples y el puerto deportivo.
- Puerto de pesca (primer puerto de pesca francés)

- Astilleros navales

- En 2004 el cierre de los altos hornos de la Comilog frenó el volumen de la actividad del puerto comercial. Esta actividad consistía, principalmente, en la recepción, en los muelles privados de la fábrica, de los barcos de carga de minerales. El puerto de Boulogne-sur-Mer pasó a ocupar el 20.º puesto de los puertos comerciales metropolitanos (cifras de 2005).

- Recolectaban pescados considerados caros subiendo así su economía, hasta que esos menguaron provocando que la economía se vaya a echar a perder de un día para otro.

## Personajes ilustres ligados a la ciudad
- José de San Martín, prócer argentino, libertador de Argentina, Chile y Perú murió allí el 17 de agosto de 1850;
- Julio César, general romano, conquistador de las Galias;
- Tito Labieno, legado romano;
- Godofredo de Bouillon, cruzado, primer soberano del reino latino de Jerusalén;
- Benoît-Constant Coquelin, comediante;
- Ernest Coquelin, comediante;
- François Daunou, político e historiador;
- Pierre Daunou;
- Guillaume Duchenne, neurólogo;
- Eduardo II de Inglaterra;
- Jacques-Oudart Fourmentin, conocido como Le Baron Bucaille, corsario, nombrado caballero del Imperio por Napoleón Bonaparte;
- Jules de Gaultier, filósofo;
- Benoît-Agathon Haffreingue, sacerdote y constructor de la catedral;
- Ernest Hamy;
- Isabel de Francia;
- Lacressonnière, comediante;
- Blaise de Montluc, mariscal de Francia, libertador de Boulogne;
- Alain René Lesage, novelista y dramaturgo;
- Auguste Mariette, egiptólogo;
- Napoleón Bonaparte y Napoleón III, emperadores;
- Jean-François Pilâtre de Rozier, que partió de Boulogne-sur-Mer en montgolfiera (globo aerostático) el 15 de junio de 1785 con la intención de atravesar aéreamente, por primera vez, el canal de la Mancha;
- Charles Augustin Sainte-Beuve, novelista y crítico literario;
- Frédéric Sauvage, ingeniero e inventor de la hélice;
- Victoria, reina de Inglaterra.
- Enrique Eugenio Tassart, instalador del telégrafo en la Argentina.
- Maurice Boitel, pintor;
- Valentine Hugo, artista plástica surrealista, diseñadora de vestuario;
- Sophie Daumier, actriz;
- Jack Lang, político, diputado;
- Olivier Latry, organista;
- Guy Lengagne, ministro, autor de la Ley litoral que protege el litoral francés;
- Georges Mathieu, pintor;
- Jean-Pierre Papin, futbolista;
- Franck Ribéry, futbolista.

## Monumentos y lugares turísticos

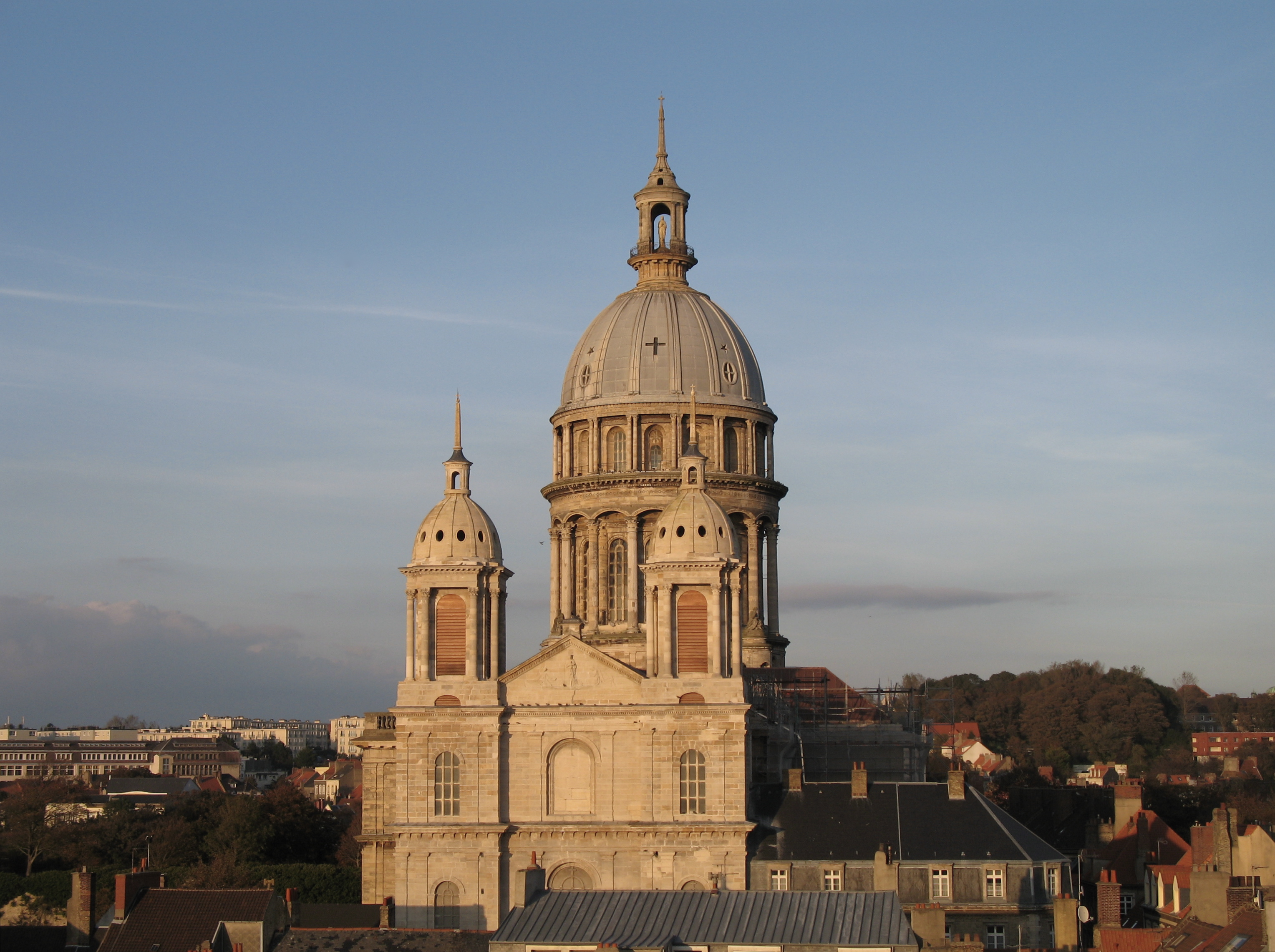
La basílica de Nuestra Señora de Boulogne-sur-Mer.

- La ciudadela o antigua ciudad, está construida en el lugar que ocuparon los campos romanos creados por Julio César. 
  - Las murallas y el castillo-museo constituyen uno de los últimos emblemas de la arquitectura medieval de la ciudad fortificada que quedan todavía intactas en Francia. Los cimientos de la muralla se remontan a la época romana.
- El museo alberga la quinta colección mundial de antigüedades egipcias, tras el Museo de El Cairo, el Museo Británico, el Louvre y el Museo de Antigüedades Egipcias de Turín (Italia).
- En la parte «vieja» se encuentra la atalaya (siglo XI) que domina toda la ciudad, el palacio de Napoleón, mansiones medievales, y una cripta romana, bajo la Basílica de Nuestra Señora de la Inmaculada Concepción, construida por el canónigo Haffreinge en la primera mitad del siglo XIX.
- La iglesia gótica de Saint-Nicolas conserva magníficas estatuas del siglo XV; alrededor de la iglesia están los amplios subterráneos que datan del siglo XII (son de propiedad privada y no se pueden visitar).
- Nausicaä Centre Nacional de la Mer: Centro de cultura científica y técnica dedicado a la relación del hombre con el mar. Acuarios y exposiciones de la fauna marítima, explotación y gestión de los recursos marinos (pesca, acuacultura, cuidado del mar, transporte marítimo, explotación de los recursos minerales y energéticos, turismo…) Su objetivo consiste en hacer que se conozca y ame el mar y sensibilizar acerca de una buena gestión de los recursos marinos.
- la Maison de la Beurrière, frente al Nausicaä, reconstruye la vivienda típica de las casas de los pescadores de Boulogne.
- el Calvario de los Marinos, capilla dedicada a los navegantes de los barcos perdidos en la mar. La gran procesión que se lleva a cabo el último domingo de agosto transcurre desde el Calvario hasta la Catedral.
- En la calle Grande Rue al 105 se encuentra la Casa y Museo del General José de San Martín, Libertador de Argentina, Chile y Perú.

## Monumentos históricos
- Abadía-Oratorio de Saint-Vulmer, Canónigos Regulares 1944: inscripción MH

- Abadía e iglesia de Saint-Wimer. Inmuebles que contienen los restos de la abadía y de la iglesia.

- Catedral de Notre-Dame (antigua), contiene la cripta

- Atalaya

- Capilla de la Santa Sangre

- Casa del general José de San Martín, grand'rue, hoy consulado de Argentina

- Castillo-fortaleza conocido como la Caserna de Aumont

- Castillo de Aumont. Conjunto de fachadas y tejados, portal de entrada, puente, salón bajo, llamado La Berbière, ventanas de la gran sala, por encima del salón bajo.

- Castillo de Agua, conocido como Fuente de Luis XVI, Fuente de la Chefferie.

- Iglesia de Saint-Nicolas: Coro y transepto.

- Fuente, en el lado sur de la catedral

- Fuente de Luis XVI y pabellón, detrás de la Porte Gayole, en la parte alta de la ciudad, intramuros. Fuente con la fachada del pabellón que sobresale y el muro en el que está adosada, con una anchura de 10 metros, aproximadamente, a cada lado del monumento.

- Palacio Desandrouins, conocido como Palacio Imperial: Tejados de las calles y plazas. Fahcadas, escalera con su hueco decorado, piezas del primer piso y su decoración, comedor, dormitorio y gabinete; chimeneas del segundo piso.

- Maison Du Croissant: Fachada y porche

- Porte des Degrés, Puerta de entrada

- Porte des Dunes, puerta de entrada.

- Porte Gayole: Fachada de las dos torres que conforman la puerta.

## El "milagro" de la estatua del General San Martín

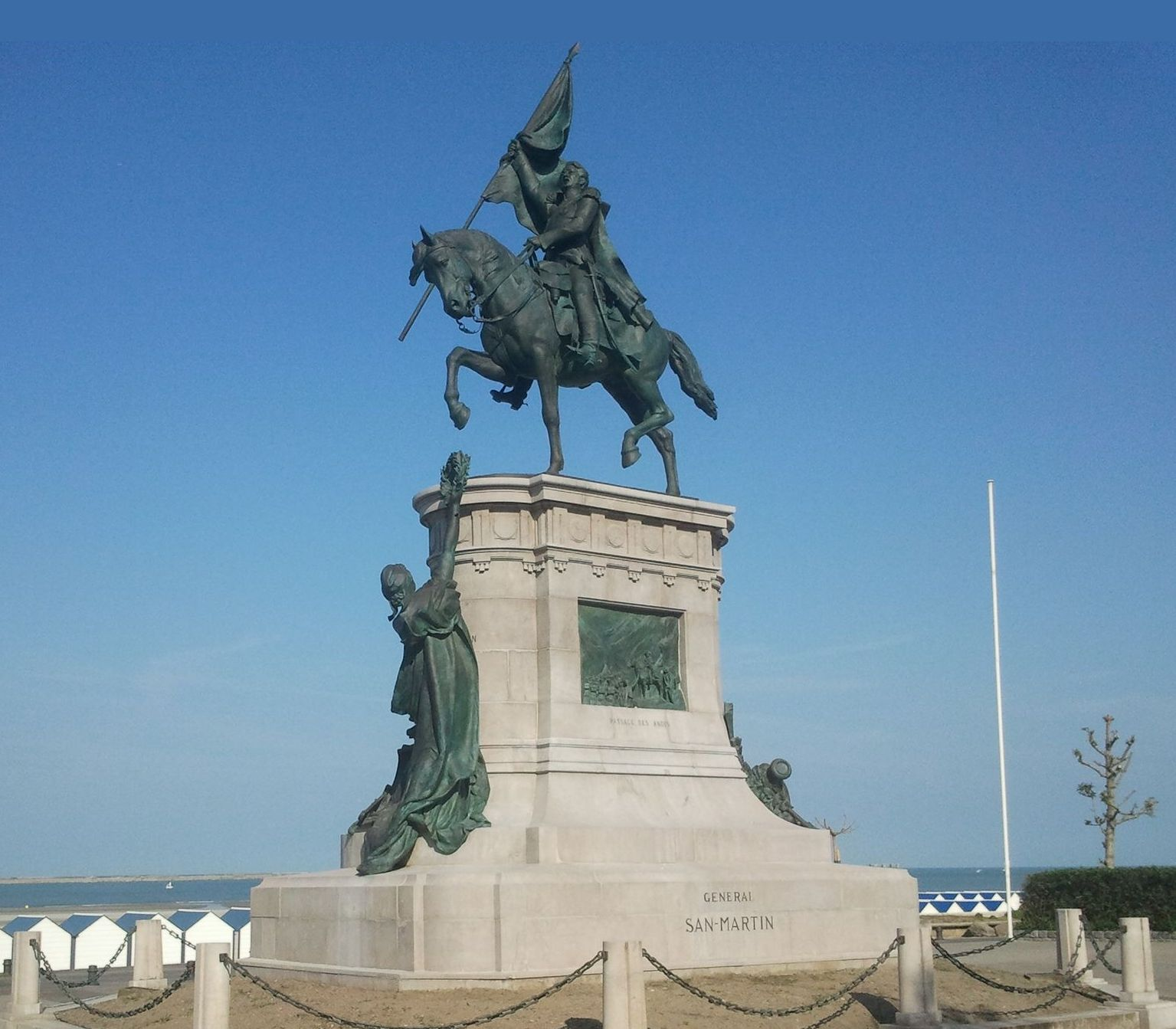
Monumento a San Martín en Boulogne sur Mer

Durante la Segunda Guerra Mundial, estando la ciudad bajo ocupación nazi, Boulogne-sur-Mer soportó 487 bombardeos aéreos aliados y una gran cantidad de ataques navales cuyo objetivo era destruir una base de submarinos alemana. Ante tales ataques, desaparecieron barrios enteros de la ciudad, en especial del área costera. 
La base en cuestión estaba emplazada a unos doscientos metros de la estatua erigida en honor al argentino José de San Martín (libertador de América), y casi todo el lugar fue destruido, excepto la estatua. Numerosas bombas estallaron a uno y otro lado del monumento y solo algunas ligeras esquirlas tocaron su base. Fotos posteriores a la Liberación muestran las ruinas y, entre ellas, casi intacta la escultura de San Martín. Según testimonios de la época, para el pueblo boloñés, se trató de un milagro.

## Educación
Boulogne-sur-Mer alberga una de las Universités de l'été más antiguas: cursos de verano de lengua y cultura francesas. Es conocida como la Université d'été de Boulogne-sur-Mer.

## Cultura
- Exposiciones temporales en el Castillo-museo de Boulogne-sur-Mer

Festivales
- Festival de la Costa de Ópalo
- Festival BD de Boulogne-sur-Mer
- Camp de Boulogne: reconstrucciones de las batallas napoleónicas
- Fiesta del Mar: recuerdo de los viejos oficios
- Concurso de violón Yehudi Menuhin
- Fiesta del arenque
- Desfile de San Nicolás
- Fiesta de Guénels en Navidad

## Ciudades hermanadas
- Constanţa, Rumania
- Folkestone, Reino Unido
- La Plata, Argentina
- Dos Puentes (Zweibrücken), Alemania